# Coenagrion pulchellum
Espèce
Statut de conservation UICN

 LC  : Préoccupation mineure
Coenagrion pulchellum, l'agrion exclamatif ou l'agrion joli, est une espèce d'insectes odonates zygoptères (demoiselles) de la famille des Coenagrionidae.

## Distribution
Eurasiatique, cette espèce se rencontre depuis le nord de l'Espagne jusqu'au sud de la Scandinavie et atteint l'ouest de la Sibérie. Plus rare dans le sud de l'Europe, absente en haute montagne.

## Description
Coenagrion pulchellum mesure de 34 à 38 mm. Les mâles sont rayés de noir et de bleu sur le thorax et les segments abdominaux. Le dessus du segment S1 montre un dessin noir en forme de petite coupe (au niveau de la base des ailes, à peine visible sur la photo) et S2 une forme noire de long verre à pied ou de U (photo). Les zones noires de S3, S4, S5 peuvent être nettement plus courtes. Les femelles ont une coloration extrêmement variable.

Pour différencier cette espèce de l'Agrion jouvencelle (Coenagrion puella) ou d'autres espèces ressemblantes d'agrions, la consultation d'ouvrages spécialisés est pratiquement indispensable. L'Agrion bleuâtre (Coenagrion caerulescens), espèce nord-africaine et sud-européenne, se distingue notamment par une tache noire sur S1 plus ou moins rectangulaire suivie d'un fin liseré bleu et par des ptérostigmas pointus.

## Habitat, mode de vie
Coenagrion pulchellum fréquente les eaux stagnantes ou faiblement courantes souvent peuplées d'une végétation abondante (marais...).
Les imagos se montrent d'avril à mi-septembre.

## Statut
En France, cette espèce est inscrite sur la liste rouge régionale des odonates du Nord-Pas-de-Calais comme étant quasi-menacée (NT).